# 北荒川沖町
北荒川沖町（きたあらかわおきまち）は、茨城県土浦市の町名。丁番を持たない単独町名である。郵便番号は300-0876。

## 地理
茨城県土浦市南部に位置する。北・西は中村南、東は稲敷郡阿見町住吉、南東は荒川沖東、南は中荒川沖町、南西は荒川沖西に接する。主に住宅地として利用される。

## 歴史
1983年5月20日に荒川沖の一部から成立した。

### 町名の変遷
| 実施後     | 実施年月日    | 実施前           |
| ---------- | ------------- | ---------------- |
| 北荒川沖町 | 1983年5月20日 | 荒川沖（六丁目） |

## 世帯数と人口
2017年（平成29年）8月1日現在の世帯数と人口は以下の通りである。
| 町丁       | 世帯数  | 人口    |
| ---------- | ------- | ------- |
| 北荒川沖町 | 433世帯 | 1,069人 |

## 小・中学校の学区
全域が土浦市立荒川沖小学校、土浦市立土浦第三中学校の学区となっている。

## 交通

### 道路
- 茨城県道25号

## 施設
- 北荒川沖町公民館
- ジョイフル本田
- 新鮮館ジャパンミート荒川沖店
- 老人ホームもりの家